# 龙阳路站
龙阳路站位于中华人民共和国上海市浦东新区花木街道龙阳路、龙汇路与白杨路交叉口，是上海地铁2号线、7号线、16号线与18号线的地铁换乘站，也是各条地铁线路与上海磁浮示范运营线的转乘站。該站也是中国大陆第一个上海轨道交通五线换乘（转乘）站。
本站线路较多，车站较为复杂，各线通过换乘通道连通。本站自北向南依次是7号线、2号线、磁浮线、16号线和18号线。其中7号线和18号线部分为地下车站，16号线和磁浮线部分为高架车站，2号线部分站厅位于地面层，站台位于地下一层。相邻两个部分均有两个换乘通道，供两个方向的乘客使用。

## 历史
- 1999年9月20日，2号线开始运营，本站作为2号线的首末站随之启用[2]。
- 2000年6月11日，2号线一期工程建成通车[3]。
- 2000年12月26日，2号线东延伸段（龙阳路-张江高科）开通，本站不再是首发站[4]。
- 2002年12月31日，上海磁浮车站正式启用，由龙阳路至浦东国际机场[5]，本站成为2号线与磁浮线的转乘站。
- 2009年12月5日，7号线车站正式启用，本站成为磁浮线、2号线和7号线的换乘/转乘站[6]。
- 2012年2月22日，龙阳路站原6号口加盖封闭[7]。
- 2012年3月16日，龙阳路站7号口加盖封闭[8]。
- 2013年12月31日，龙阳路站16号线主体结构完成[9]。
- 2014年2月7日，上海地铁首个铁丝开放日活动在龙阳路站举行[10]。
- 2014年3月初，16号线车站钢结构雨棚开始吊装[11]。
- 2014年4月10日，龙阳路站16号线站层开始进行屋面膜结构施工。
- 2014年12月28日，16号线车站正式启用，成为四线换乘/转乘站。16号线开通后，由于龙阳路站换乘客流巨大，既有换乘通道不敷应用，车站于2015年对16号线西站厅进行扩容改造，并新建西换乘天桥连接2号线5号口[12]。
- 2015年1月10日，18号线一期北段规划获批[13]。
- 2015年2月27日，16号线龙阳路站西端天桥开始施工，综合换乘枢纽方案已经由市交通委评审通过[14]。
- 2015年5月22日起，16号线龙阳路站试点双休日期间双侧站台交替折返上下客，原先的变单侧站台上下客变为双侧站台交替上下客，以提高蓄客能力[15]。
- 2015年8月6日，综合换乘枢西天桥中跨钢构安装完成[16]。
- 2015年10月15日，综合换乘枢西天桥北跨钢构安装完成[17]。
- 2015年12月16日，新换乘天桥开通，起到分流作用，1号口调整为只出不进，3号口调整为只进不出，换乘环线格局也正式打通[18]。
- 2016年11月15日，2号线厕所改造计划龙阳路站开始改造[19]。
- 2021年5月27日，为配合18号线施工改造工作，1号口临时关闭[20]。
- 2021年6月17日，2号线龙阳路站3号口永久关闭，1号口重新开启，只进不出，4、6号口保持开启，但只出不进[21]。
- 2021年12月30日，18号线车站启用，本站成为上海轨道交通首个五线换乘站（包含磁浮线）。[22]

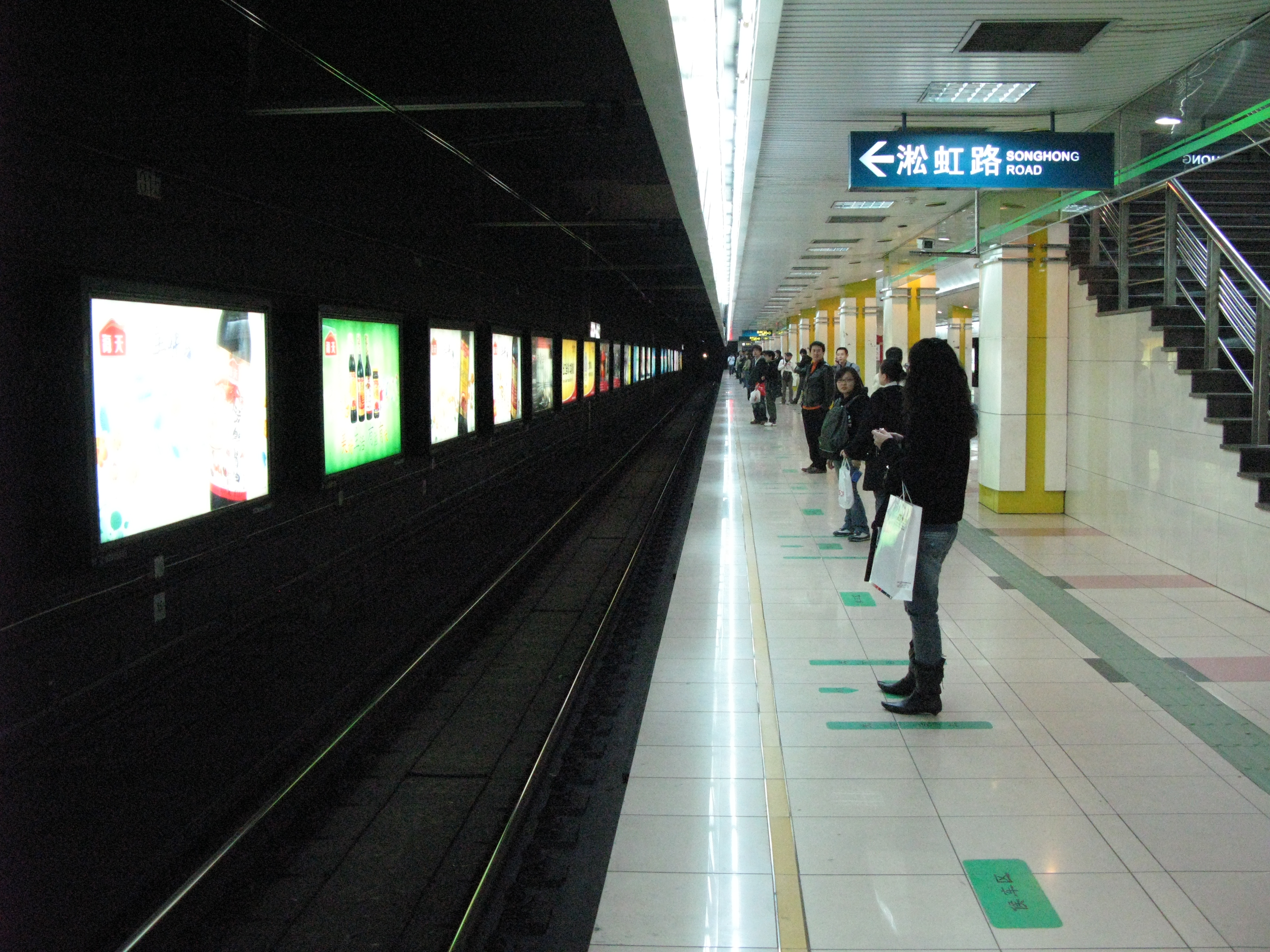
2008年安装半高屏蔽门前的2号线站台

## 車站結构
龙阳路站从北至南依次为7号线、2号线、18号线、磁浮线和16号线。2号线、7号线、18号线站台为地下岛式站台，其中7号线和18号线站厅均在地下，2号线站厅位于地面层。16号线车站和磁浮线车站均为高架车站，其中16号线站台为双岛式站台，4个站台均为往滴水湖方向的列车，上海磁浮车站为西班牙式站台，位于2号线和16号线站厅之间。

### 樓層分佈
| 地上三层 | 侧式站台，仅供下客            | 侧式站台，仅供下客                                       | 侧式站台，仅供下客 | 侧式站台，仅供下客 |
|          | Ｂ站台                        | █ 磁浮线往浦东1号2号航站楼（终点站）                     |                    |                    |
|          | 岛式站台，仅供上客            |                                                          |                    |                    |
|          | Ａ站台                        | █ 磁浮线往浦东1号2号航站楼（终点站）                     |                    |                    |
|          | 侧式站台，仅供下客            |                                                          |                    |                    |
|          | ①站台                         | █ 16号线（普通车）往滴水湖（华夏中路）                   |                    |                    |
|          | 岛式站台，↑左侧开门 ↓右侧开门 |                                                          |                    |                    |
|          | ②站台                         | █ 16号线（大站车／直达车）往滴水湖（罗山路／终点站）     |                    |                    |
|          | ③站台                         | █ 16号线（普通车）往滴水湖（华夏中路）                   |                    |                    |
|          | 岛式站台，↑左侧开门 ↓右侧开门 |                                                          |                    |                    |
|          | ④站台                         | █ 16号线（普通车）往滴水湖（华夏中路）                   |                    |                    |
| 地上二层 | 磁浮线站厅                    | 票务服务、自动售票机、人工服务台                         |                    |                    |
|          | 16号线站厅                    | 票务服务、自动售票机、人工服务台                         |                    |                    |
| 地面层   | 2号线站厅及出入口             | 2-4、6-13、17-21出入口、票务服务、自动售票机、人工服务台 |                    |                    |
| 地下一层 | 7号线站厅                     | 票务服务、自动售票机、人工服务台                         |                    |                    |
|          | 18号线站厅                    | 票务服务、自动售票机、人工服务台                         |                    |                    |
|          |                               | █ 2号线 往国家会展中心（世纪公园）                       |                    |                    |
|          | 岛式站台，左侧开门            |                                                          |                    |                    |
|          |                               | █ 2号线 往浦东1号2号航站楼（张江高科）                   |                    |                    |
| 地下二层 |                               | █ 7号线 往美兰湖（芳华路）                               |                    |                    |
|          | 岛式站台，左侧开门            |                                                          |                    |                    |
|          |                               | █ 7号线 往花木路（终点站）                               |                    |                    |
| 地下三层 |                               | █ 18号线 往长江南路（迎春路）                            |                    |                    |
|          | 岛式站台，左侧开门            |                                                          |                    |                    |
|          |                               | █ 18号线 往航头（芳芯路）                                |                    |                    |

### 车站各线

#### 2号线

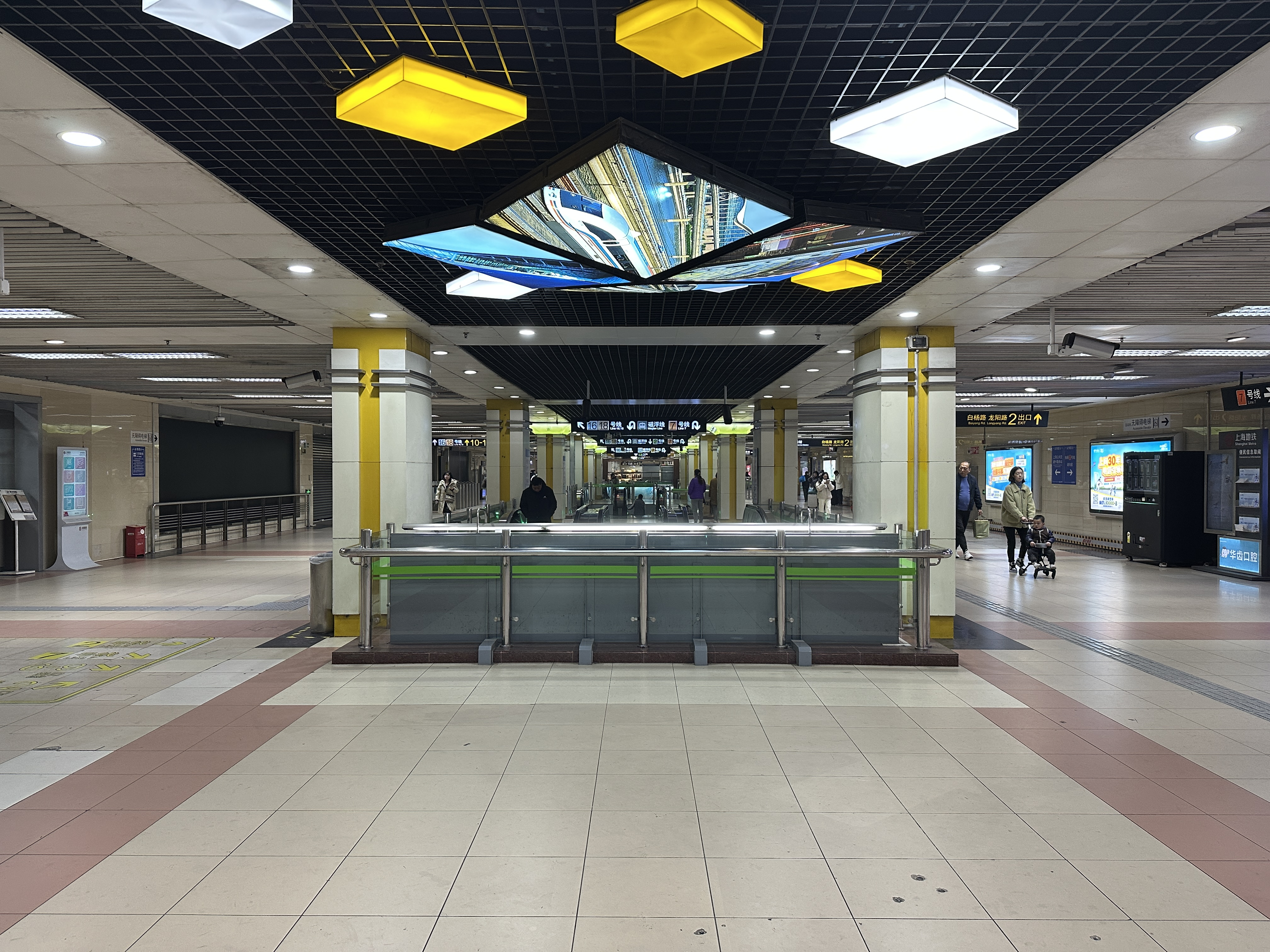
2号线站厅

龙阳路站2号线部分位于龙阳广场，东西向布置，站厅位于地面层，站台位于地下一层。开通时设有5个出入口，经过历年改造，2021年6月起实际使用4个。站厅北侧有两个换乘7号线通道，换乘7号线用时约2分钟；南侧有两个换乘16号线的通道，到达16号线站厅约需1-2分钟，换乘18号线亦需要走此通道。

#### 7号线
龙阳路站7号线部分位于最北侧，沿龙阳路东西向布置，开通时设有4个出入口，2015年起实际使用3个。车站尺寸长354.8米，建筑总面积16639平方米，包含站厅7828平方米、站台7100平方米、出入口1711平方米。为与新博览中心现代展馆的整体环境协调，同时解决空间浪费问题，本站采用站厅板开大孔的中庭建筑型式，构成两层挑空的共享空间。这是上海首次以大中庭的形式设计的车站。7号线站厅北壁绘有铜板壁画《花间飞舞》，展示荷花出淤泥而不染的品质。7號線部分南側為兩個換乘2號線的通道，分別共兩個換乘方向的乘客使用。換乘其他路線亦需要走此通道。

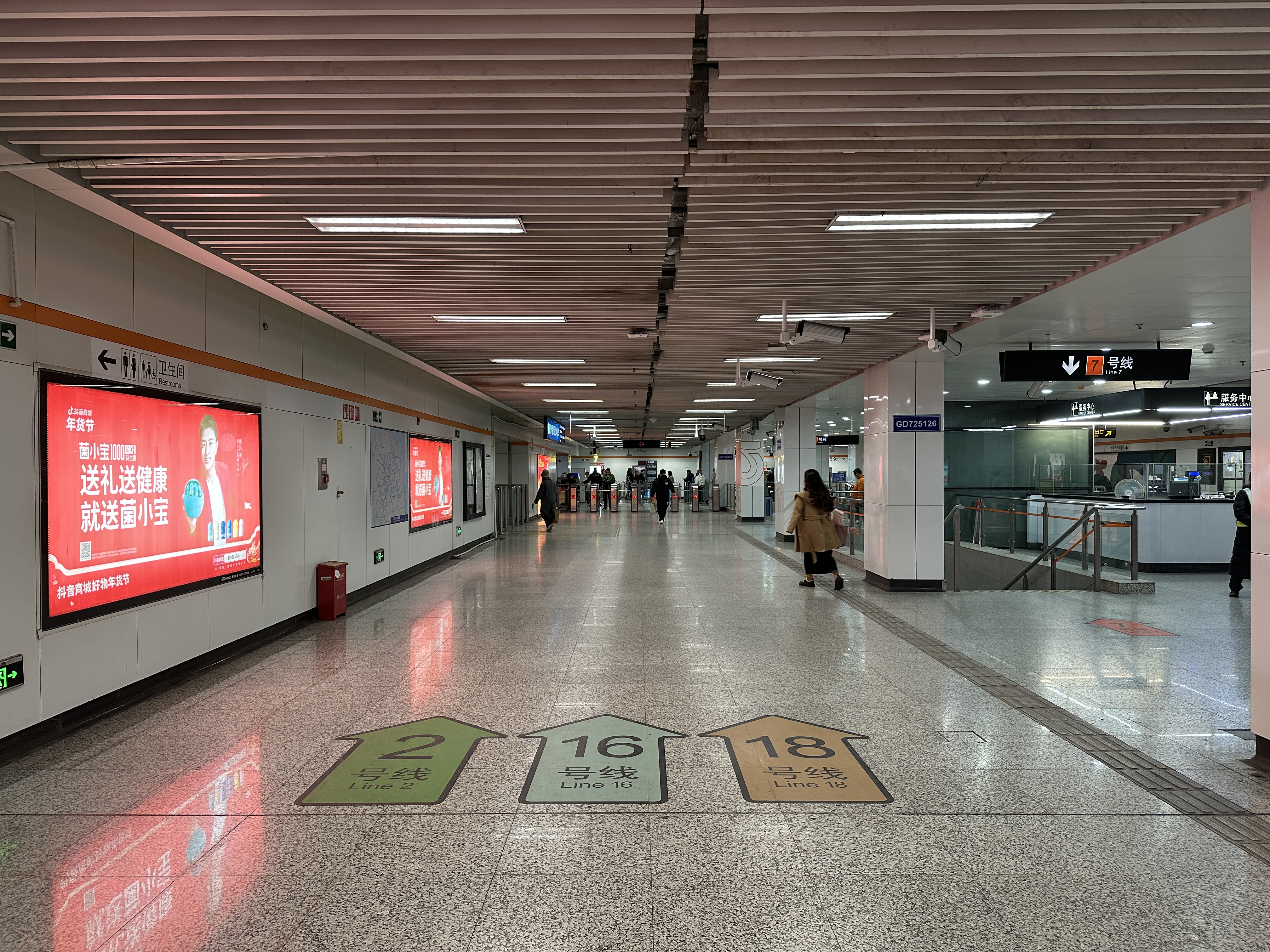
7号线站厅
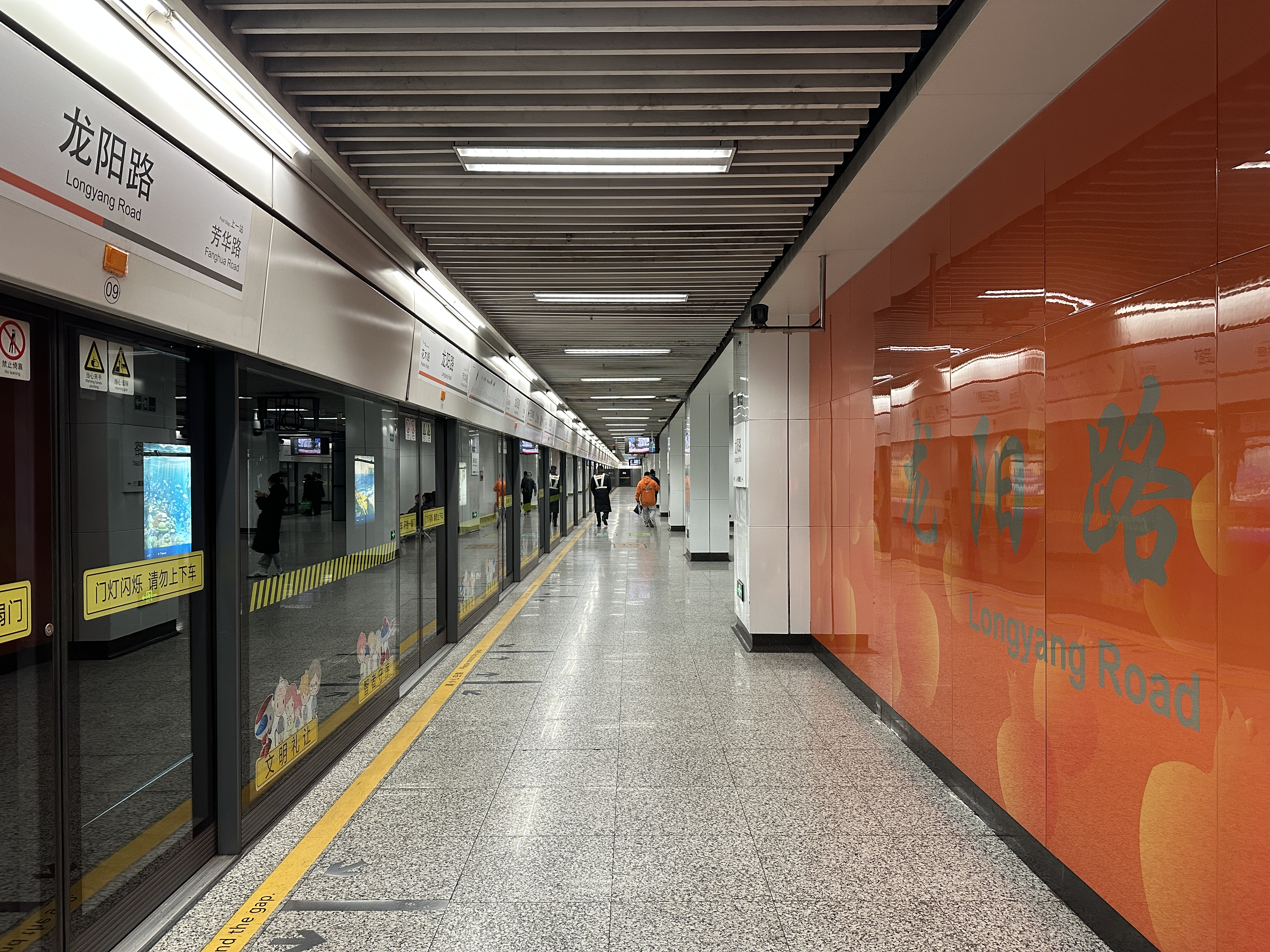
7号线站台

#### 16号线
16号线龙阳路站为高架三层三柱双跨式车站，车站外包总长231.5米，宽度40.2米，高度23.85米，总建筑面积达3万平方米。站台位于高架三层，被由32块透明膜和80块组成的膜结构顶棚覆盖。站厅和每个站台设有3组自动扶梯及楼梯和一组升降电梯连接。
16号线施工时还存在文明程度要求高、协调难度较大、场地狭小、精度要求高等难点。车站采用“建桥分离”的形式建设，使用法国U梁技术，提高精度的同时也能增强艺术性，但存在漏水问题，故对U梁技术做出了一些本土化改变。车站屋架采用钢拱+桅杆斜拉刚性体系、桅杆拉索+TFE防水膜为柔性体系，主体结构为全焊接，严格控制钢结构吊装阶段的精度。
16号线龙阳路站设有2个岛式站台，列车主要交替使用1、3、4号站台以便车站控制客流动向，4号站台一般用于末班车。其中大站车和直达车停靠2站台，大站车仅停靠罗山路站、新场站、惠南站和临港大道站，直达车一站直达滴水湖站。乘客乘坐大站车、直达车需按照车站指引前往相应的站台乘车。
16号线站厅和2号线站厅间设有2条换乘通道，和其他各线路一样，换乘流线为逆时针。西天桥供2号线换乘16号线乘客使用，天桥行走时间约2分钟；16号线换乘2号线的乘客需穿过磁浮线站厅，并通过单向扶梯跨越龙阳广场附近的道路到达2号线站厅，用时约为两分半。

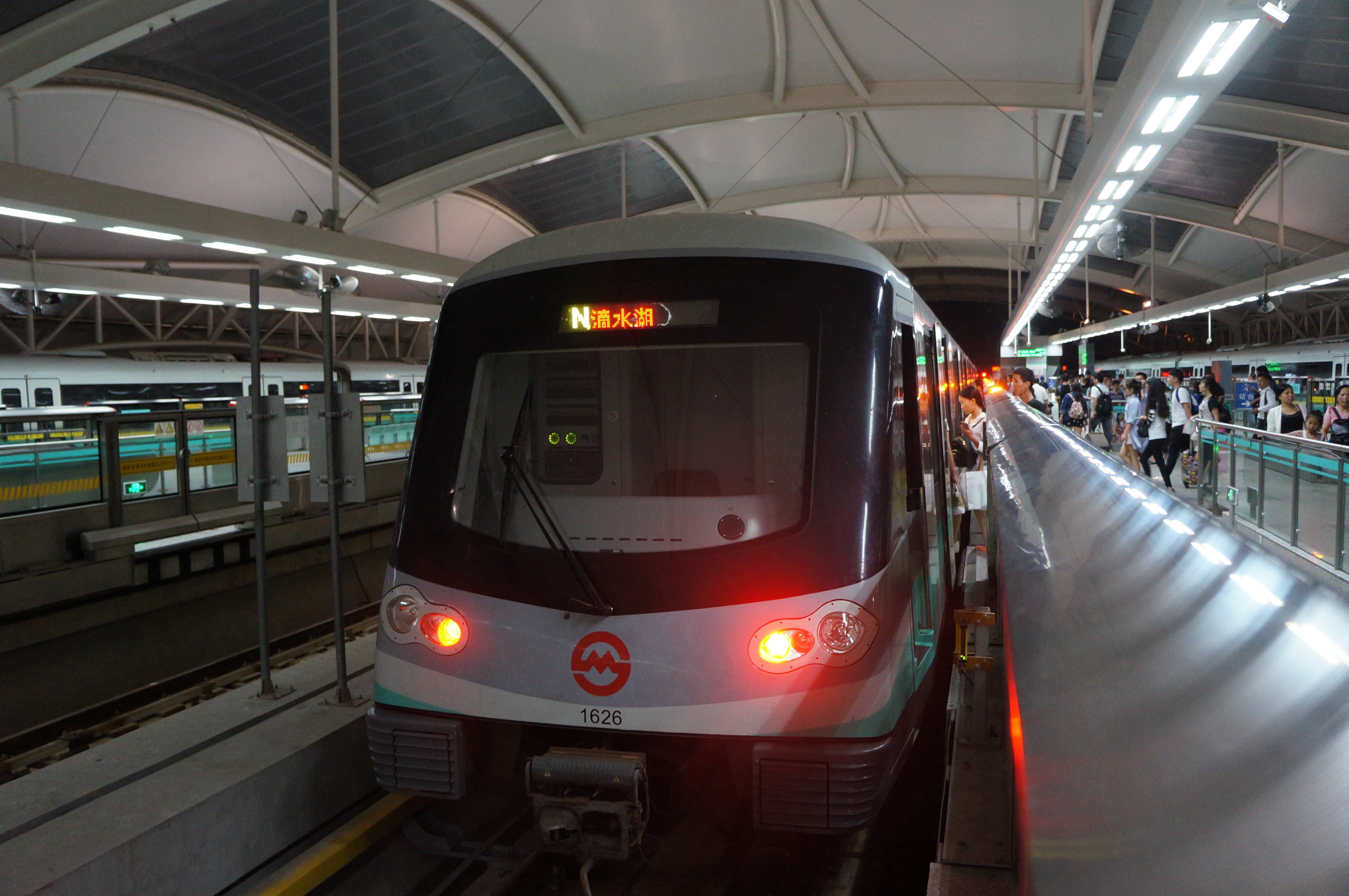
16号线AC19列車停靠在16号线站台
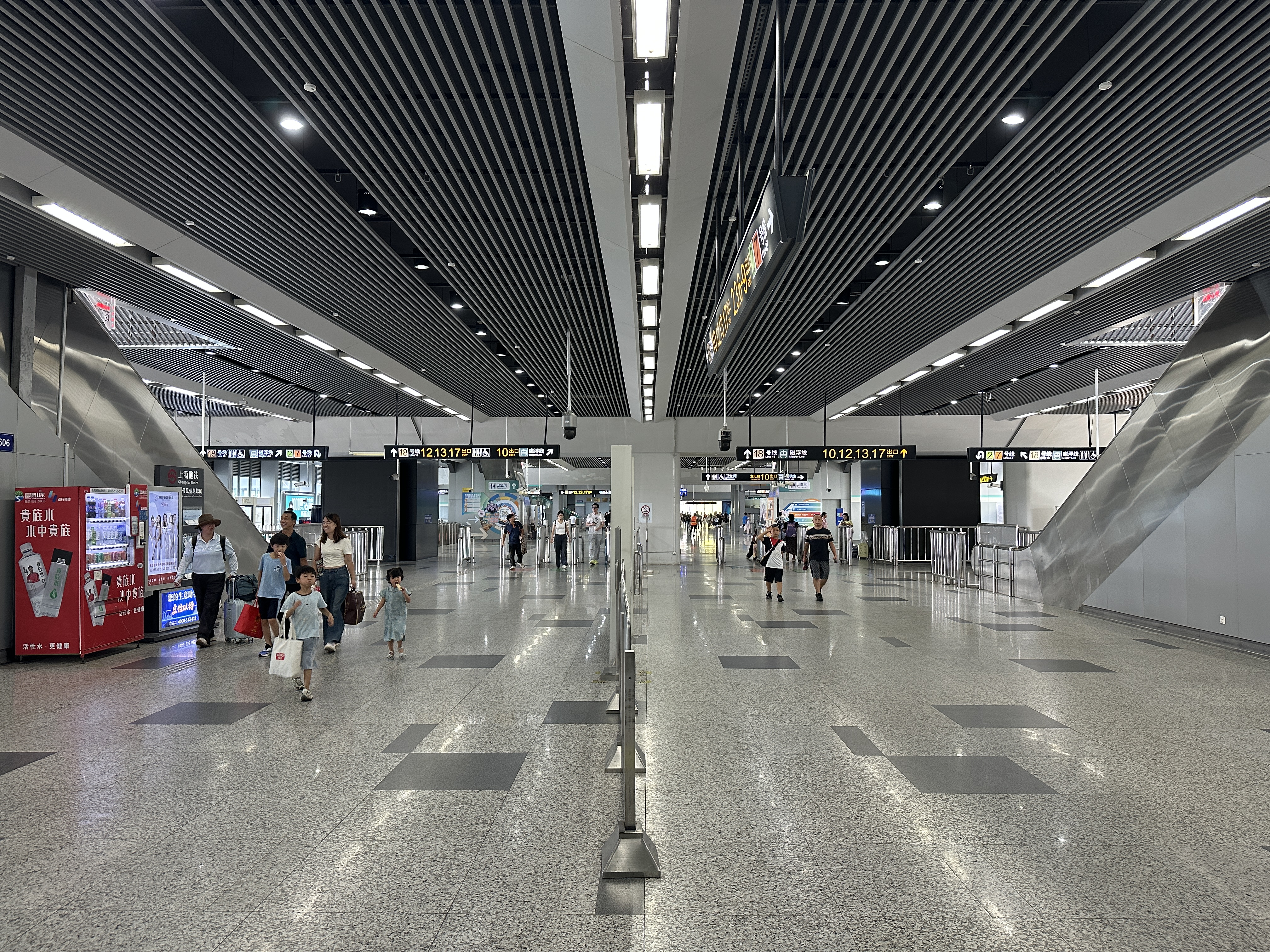
16号线站厅
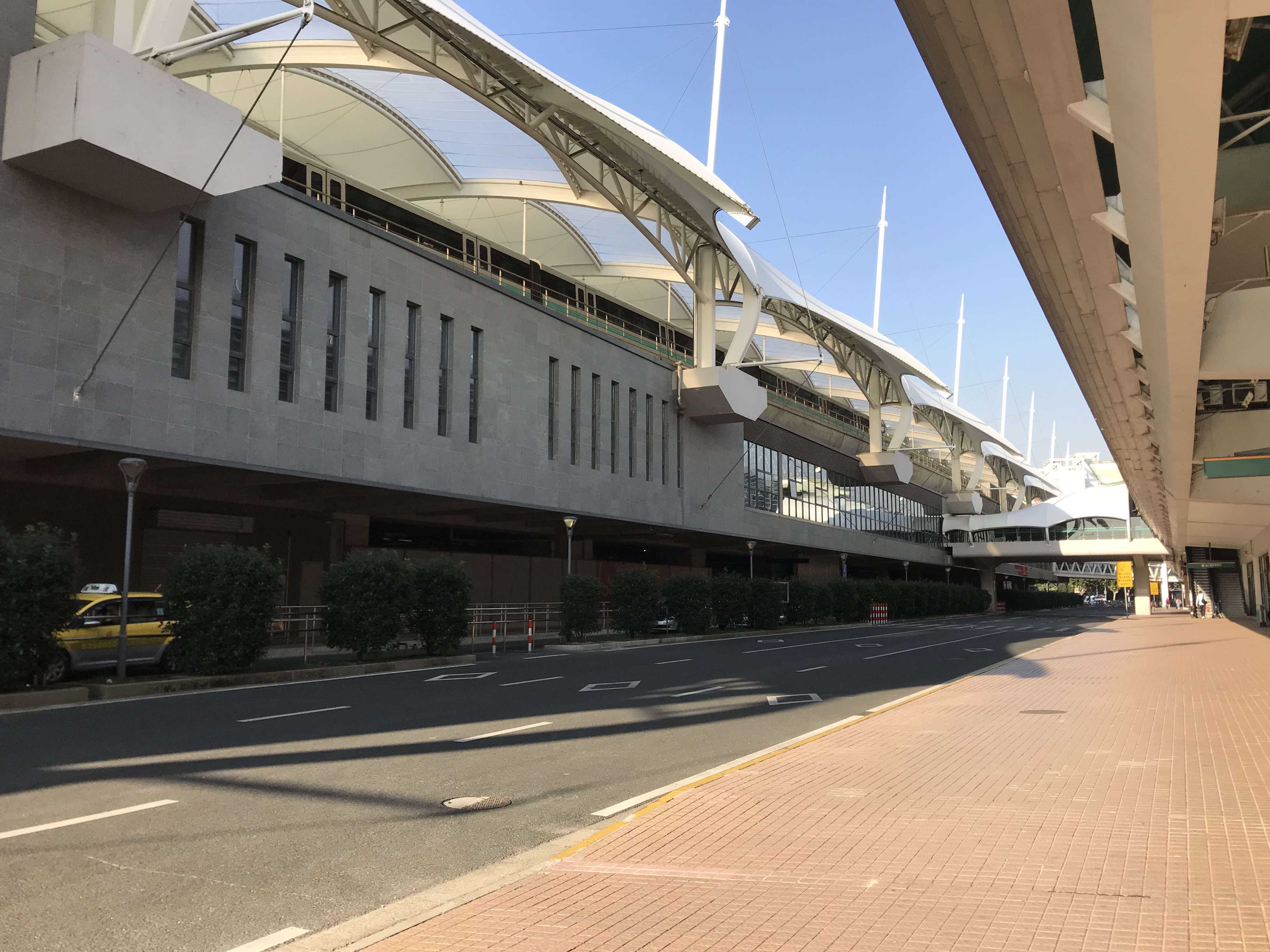
16号线站房
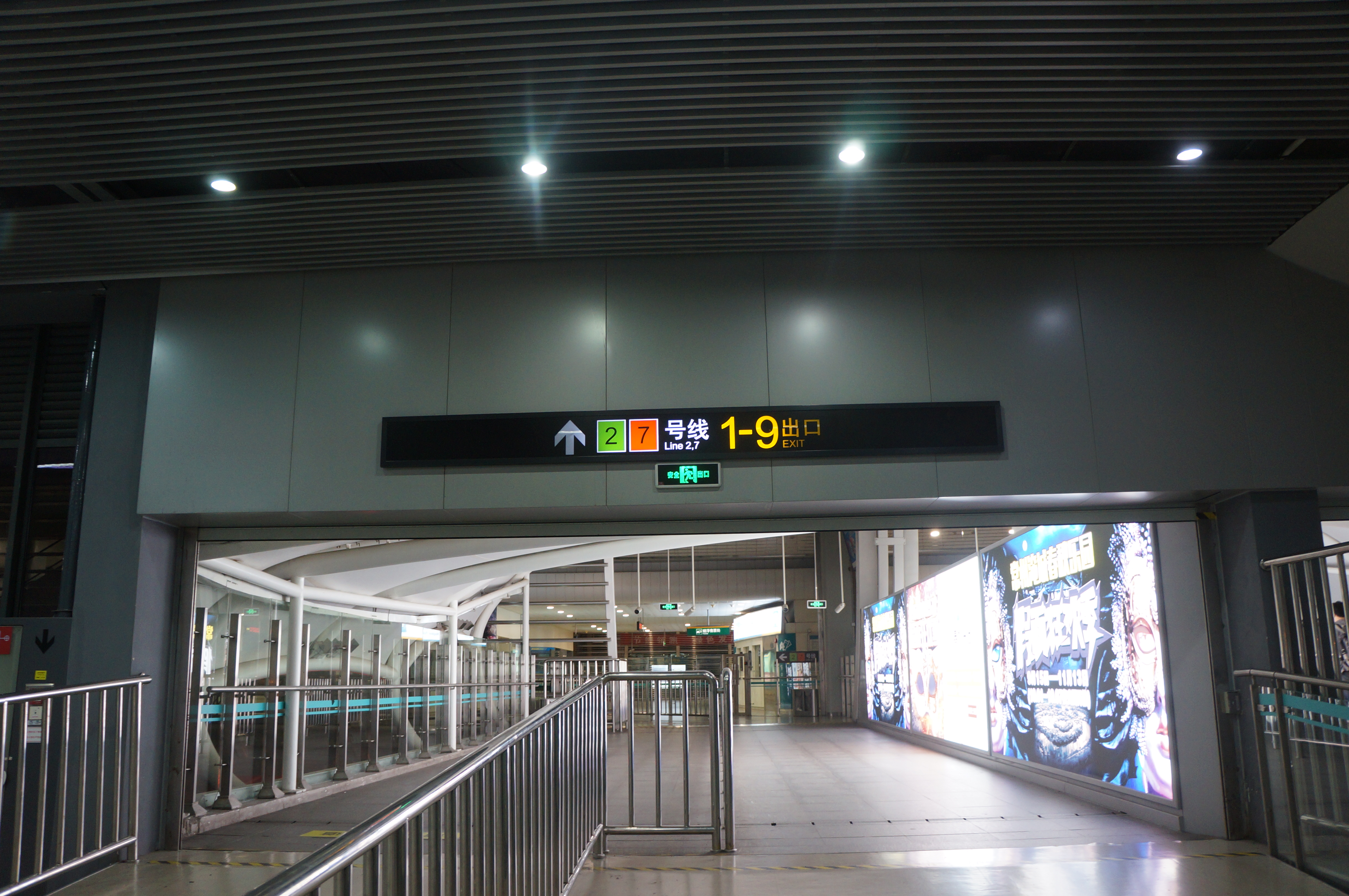
2号线站厅和16号线站厅之间换乘通道
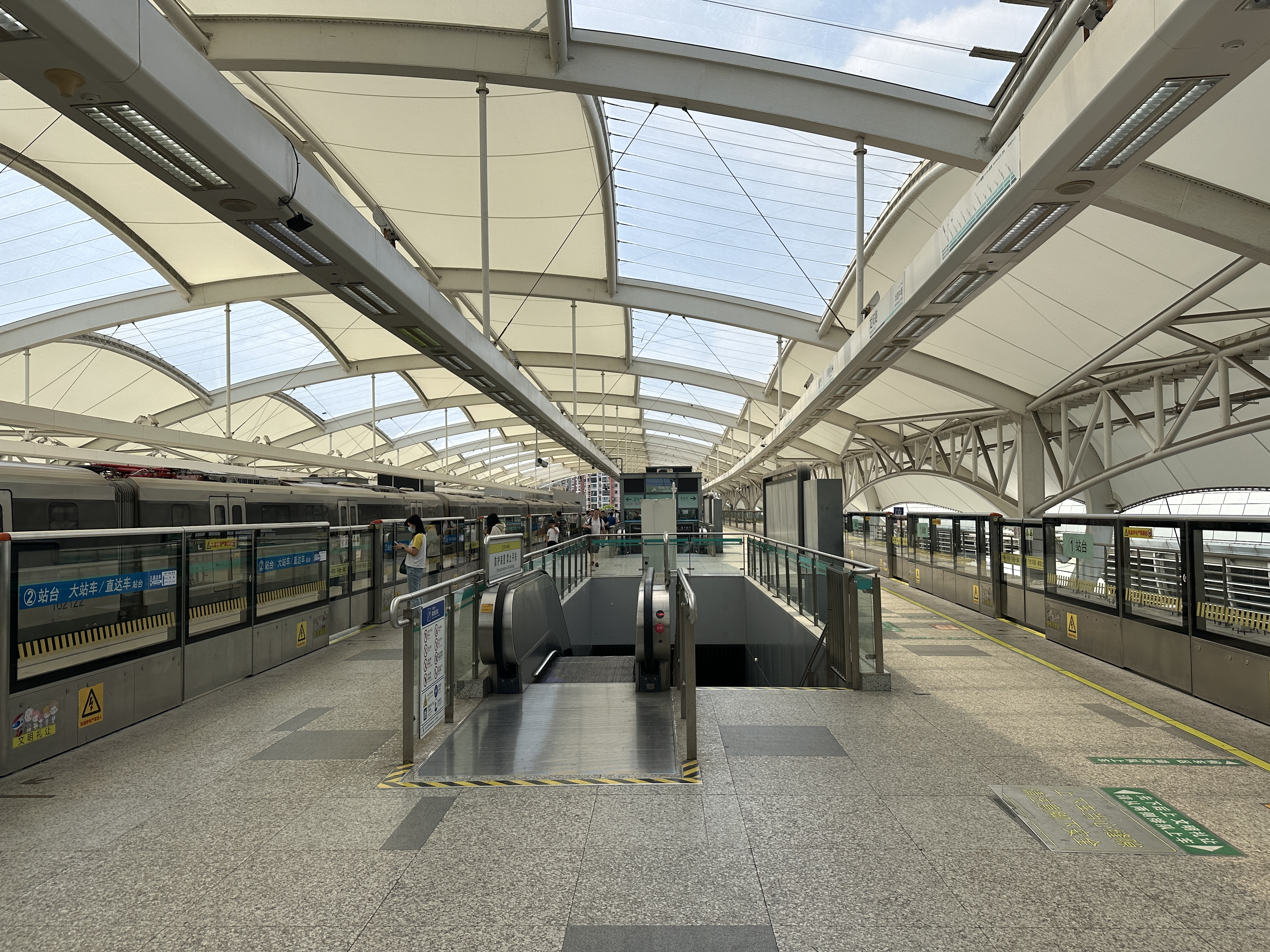
16号线站台
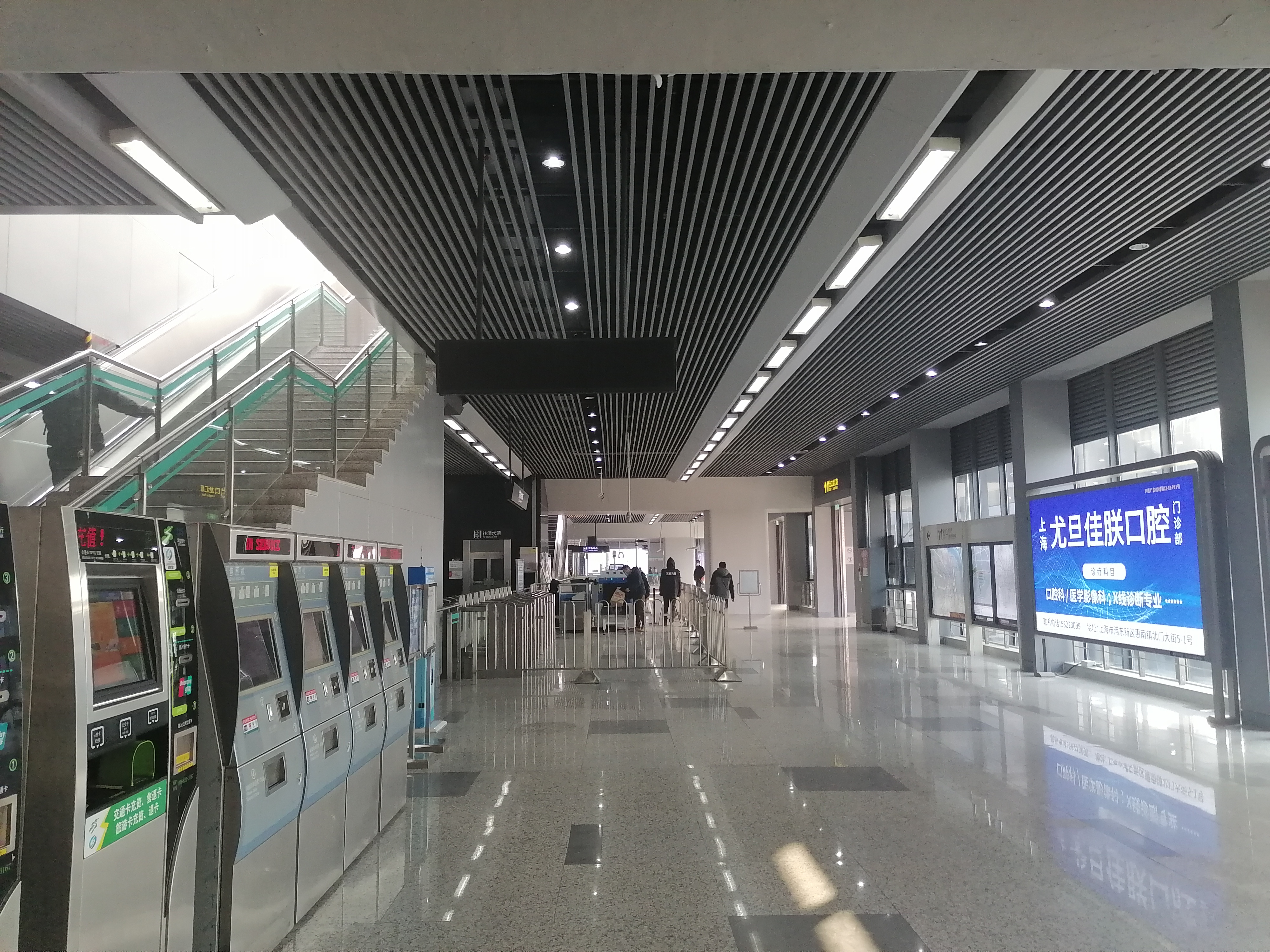
18号线龙阳路站开通后的16号线站厅，右侧为新的11出入口，以及与18号线的换乘通道

#### 18号线
18号线龙阳路站为地下岛式车站，沿白杨路呈南北向设置，车站规模为510.95m×21.60m，站厅和16号线站厅之间设有多个通道连接。从18号线龙阳路站沿换乘通道依次可到达16号线、2号线、7号线的站厅。盾构穿越总长度约85m，与2号线和7号线交叠长度均约22米，采用针对性的盾构施工方式。
龙阳路站墙壁设有一个古铜色壁画，喻指龙阳路站作为交通枢纽的重要作用。

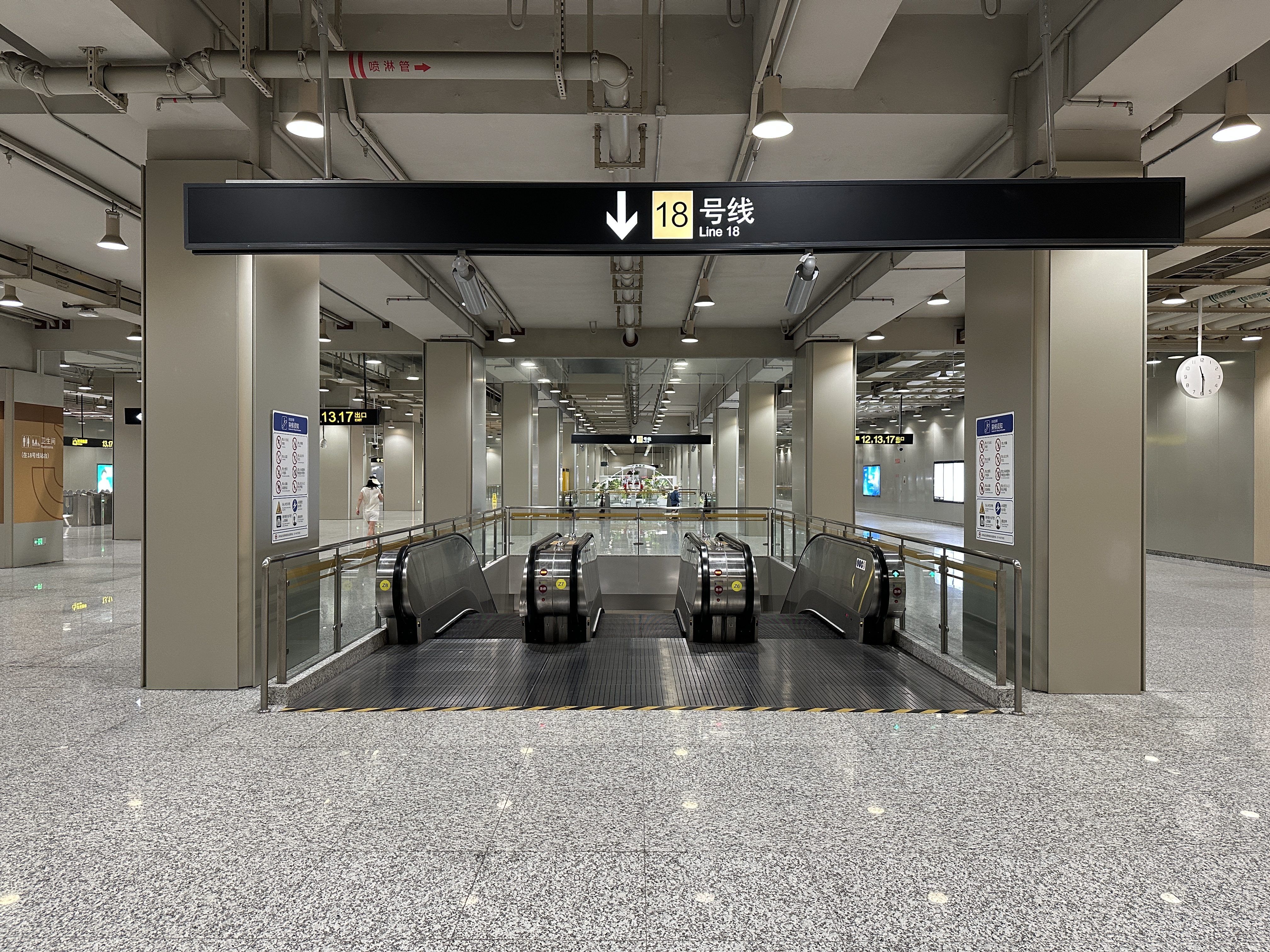
龙阳路站18号线站厅
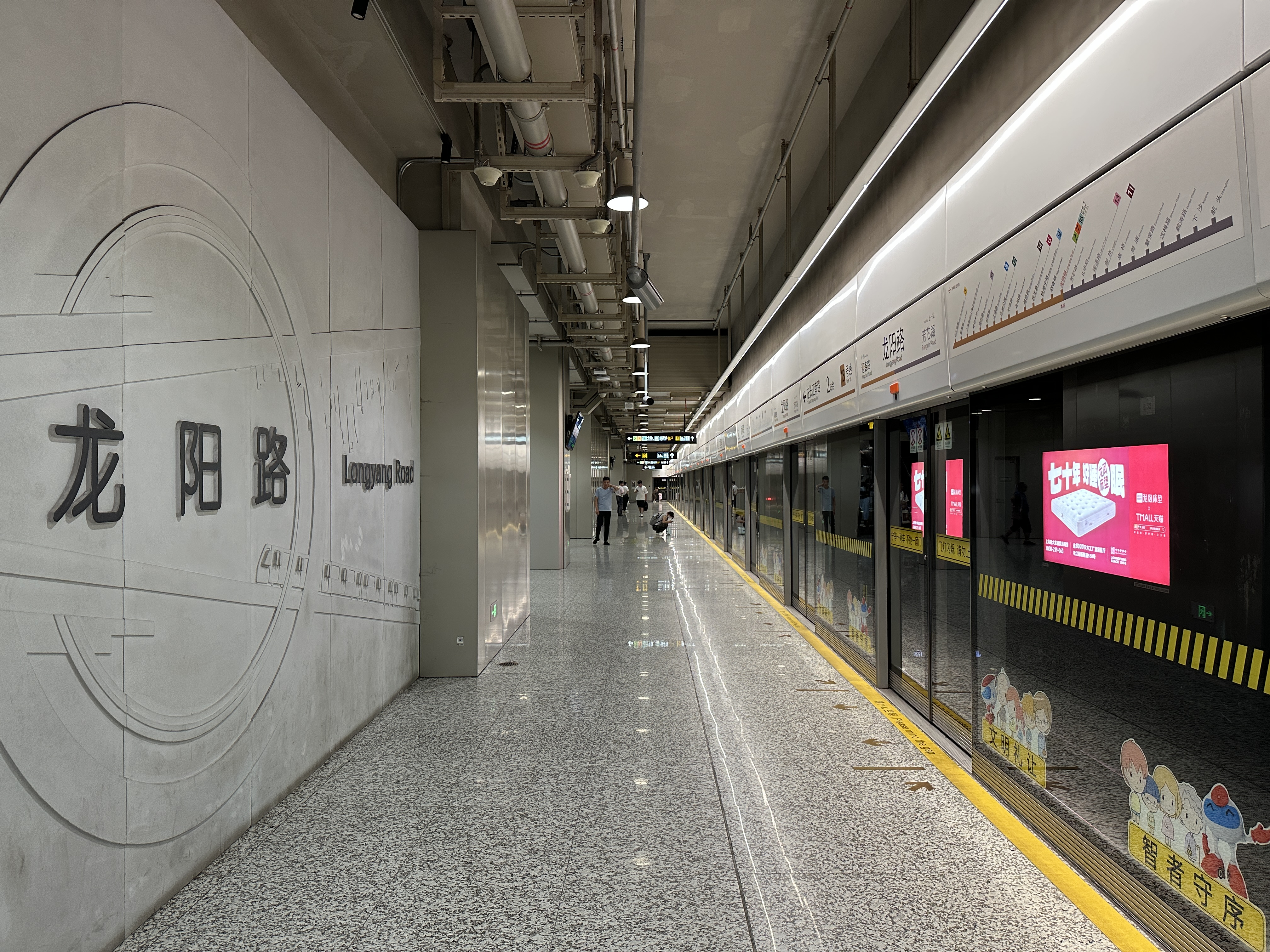
18号线站台
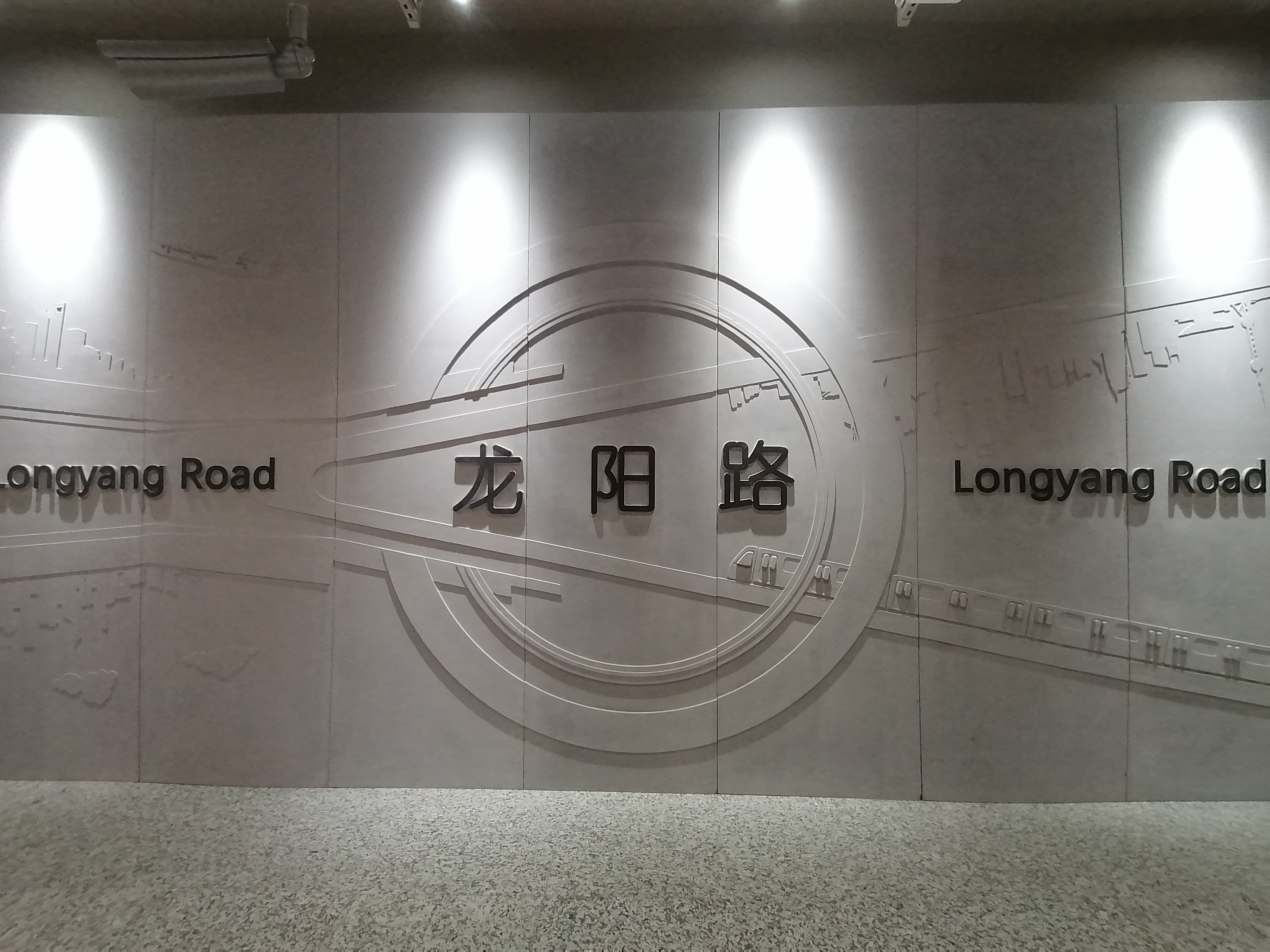
18号线站台上的站名墙

#### 磁浮线
磁浮龙阳路站为高架车站，站台位于高架梁上，被圆弧状的顶棚包围。本站分为三层，第一层为商场，第二层为设备和控制中心，第三层为站台层，建筑面积18369平方米，总面积36509平方米。上海磁浮交通科技馆位于此站正下方。
本站设计的站厅层和站台层使用椭圆形断面，使用铝合金挂板构成优美、光滑、精致的肌理金属屋面，两端使用45度的削角处理以提升动感和冲击力。此外，车站天窗面积大小不均，产生忽明忽暗的效果，形成时空隧道的体验；顶棚使用略带灰色的绿色，成为龙阳路站的标志。
本站施工时存在多重难点：磁浮线是国际上首条商用运营线路，没有可以借鉴的经验，且工期紧、要求高、投入大，且需和多个施工工作协调。修建完成后位移和沉降均未超限，没有遇到设备报警，积累了许多宝贵经验。

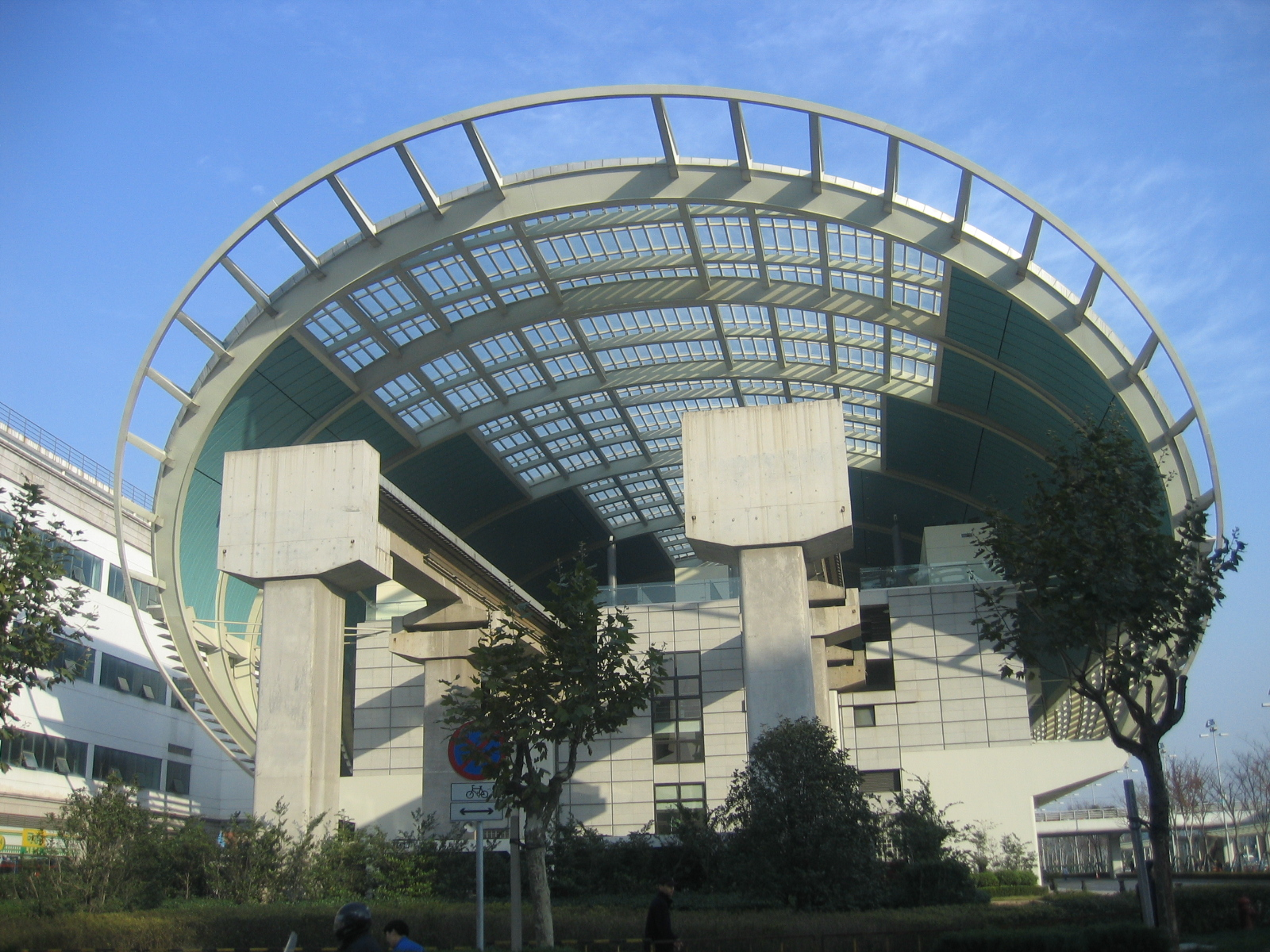
磁浮车站轨道末端
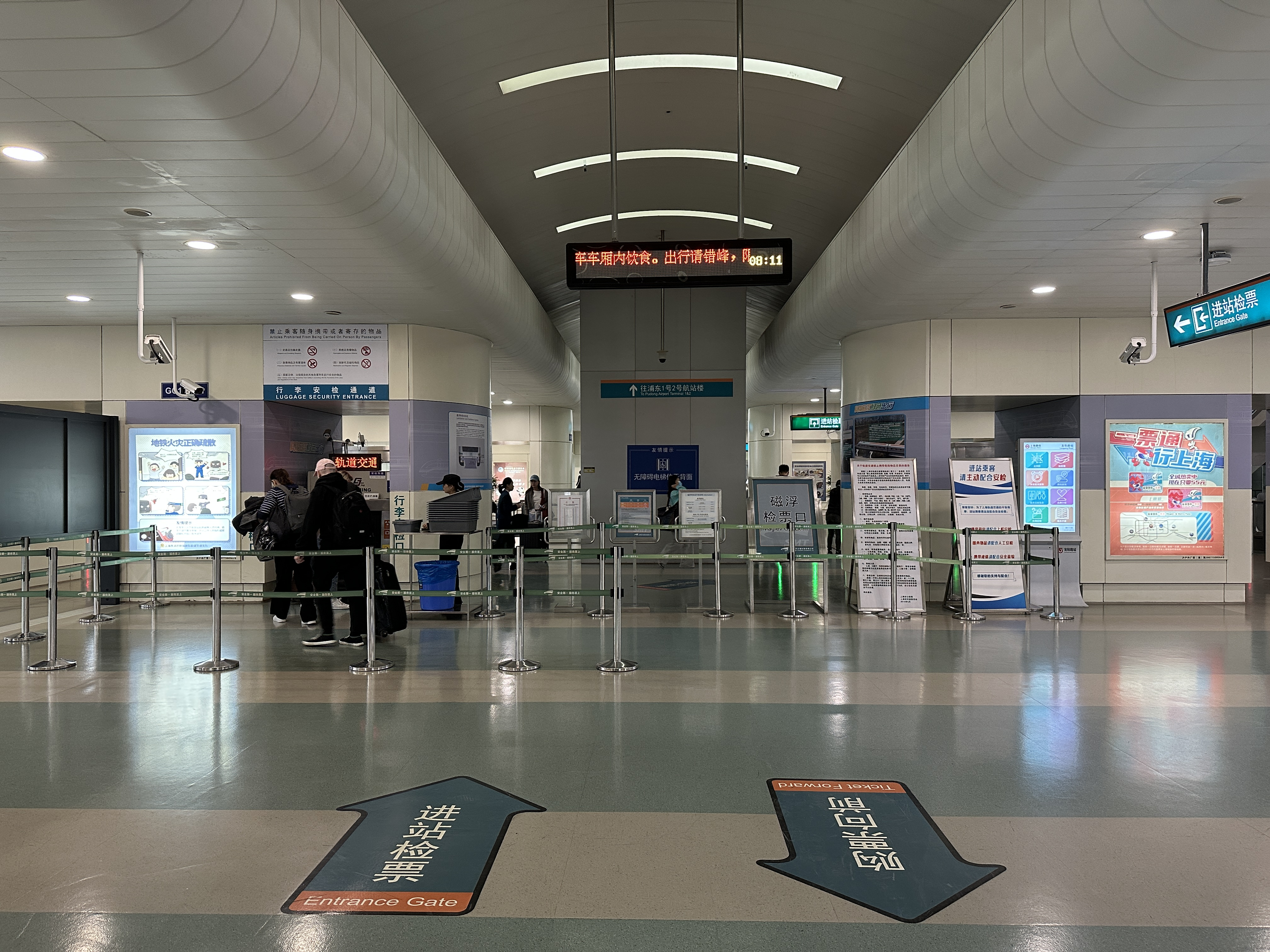
磁浮站厅进站处
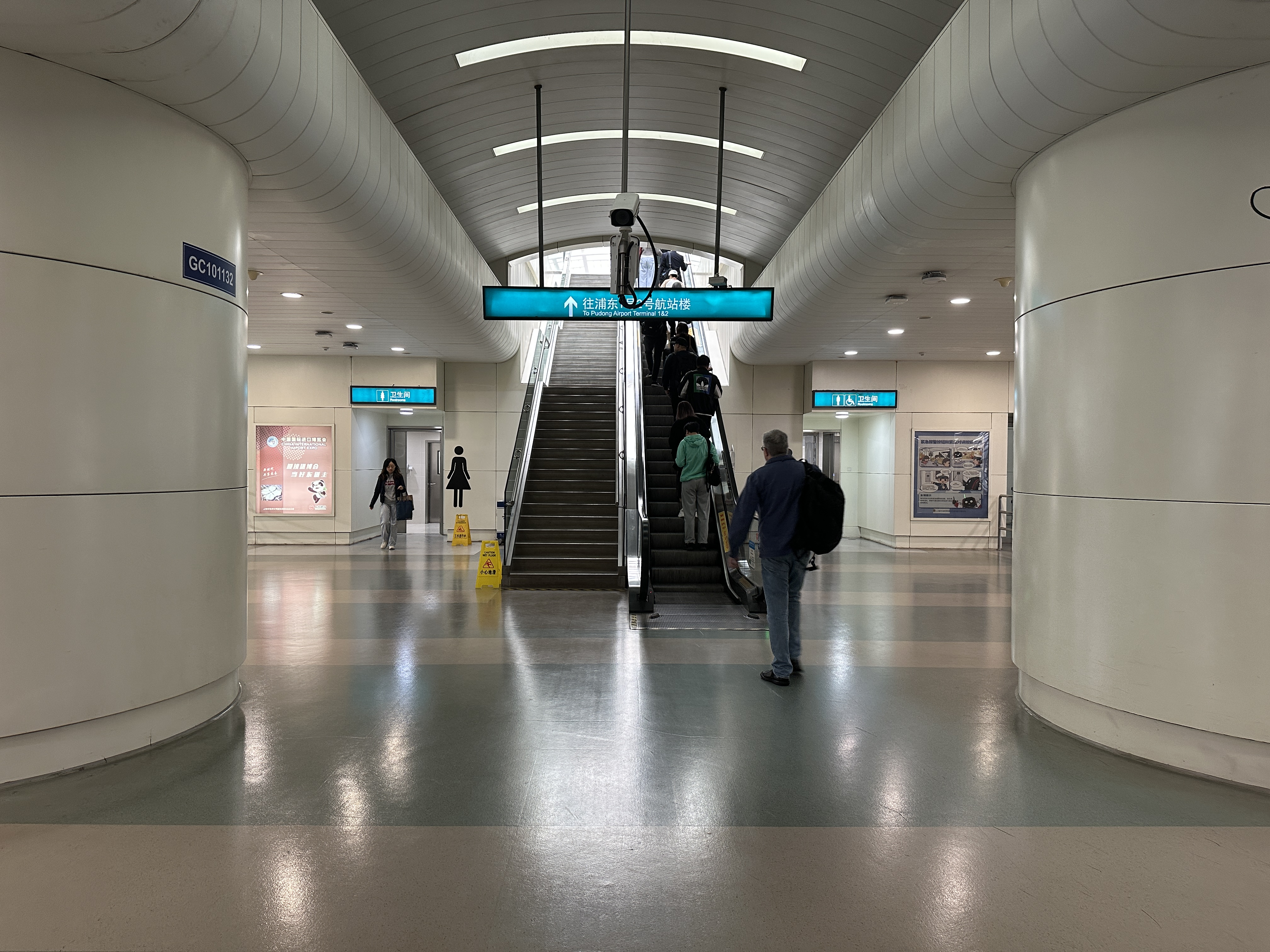
磁浮站厅
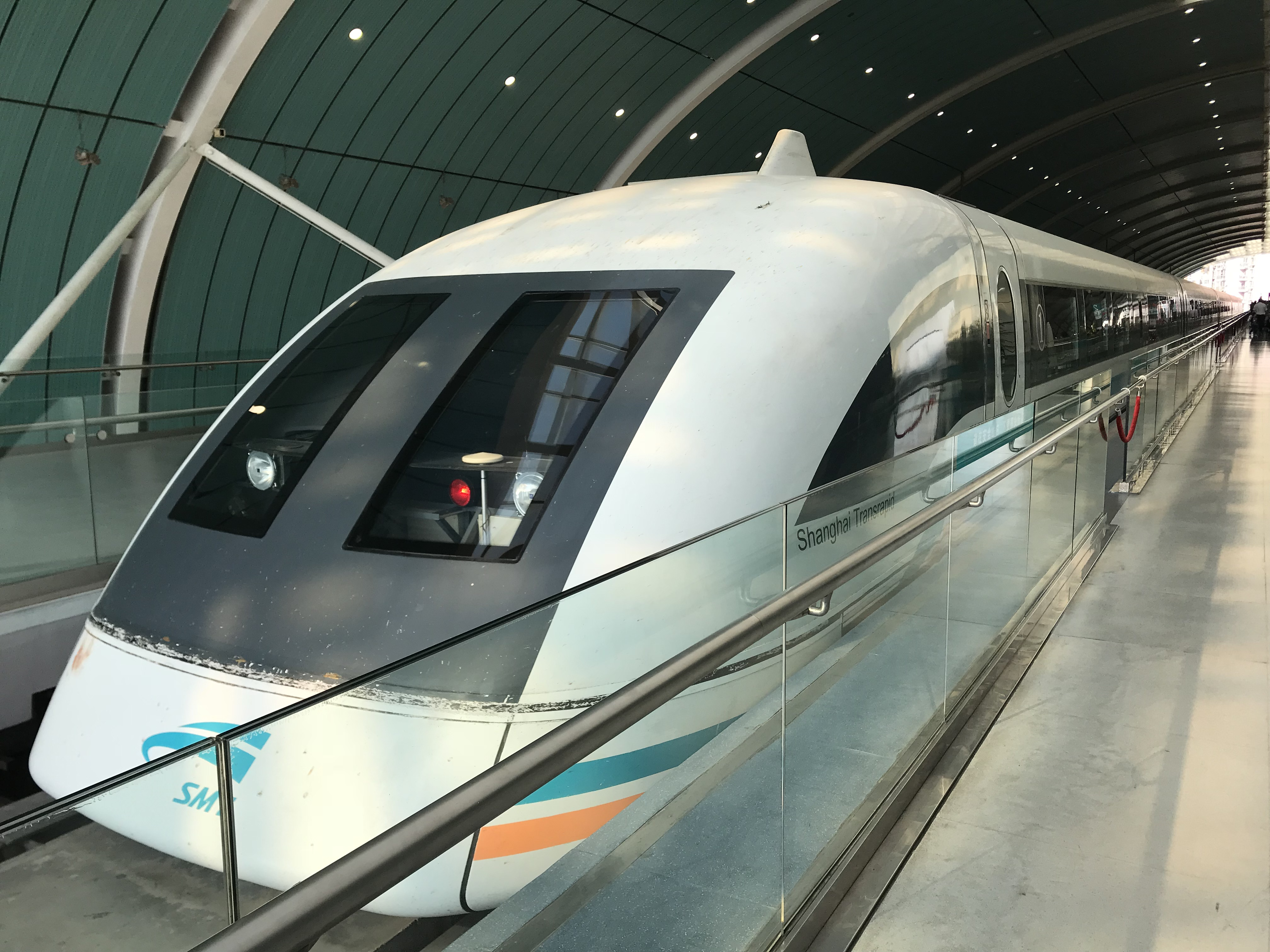
磁浮列车停靠
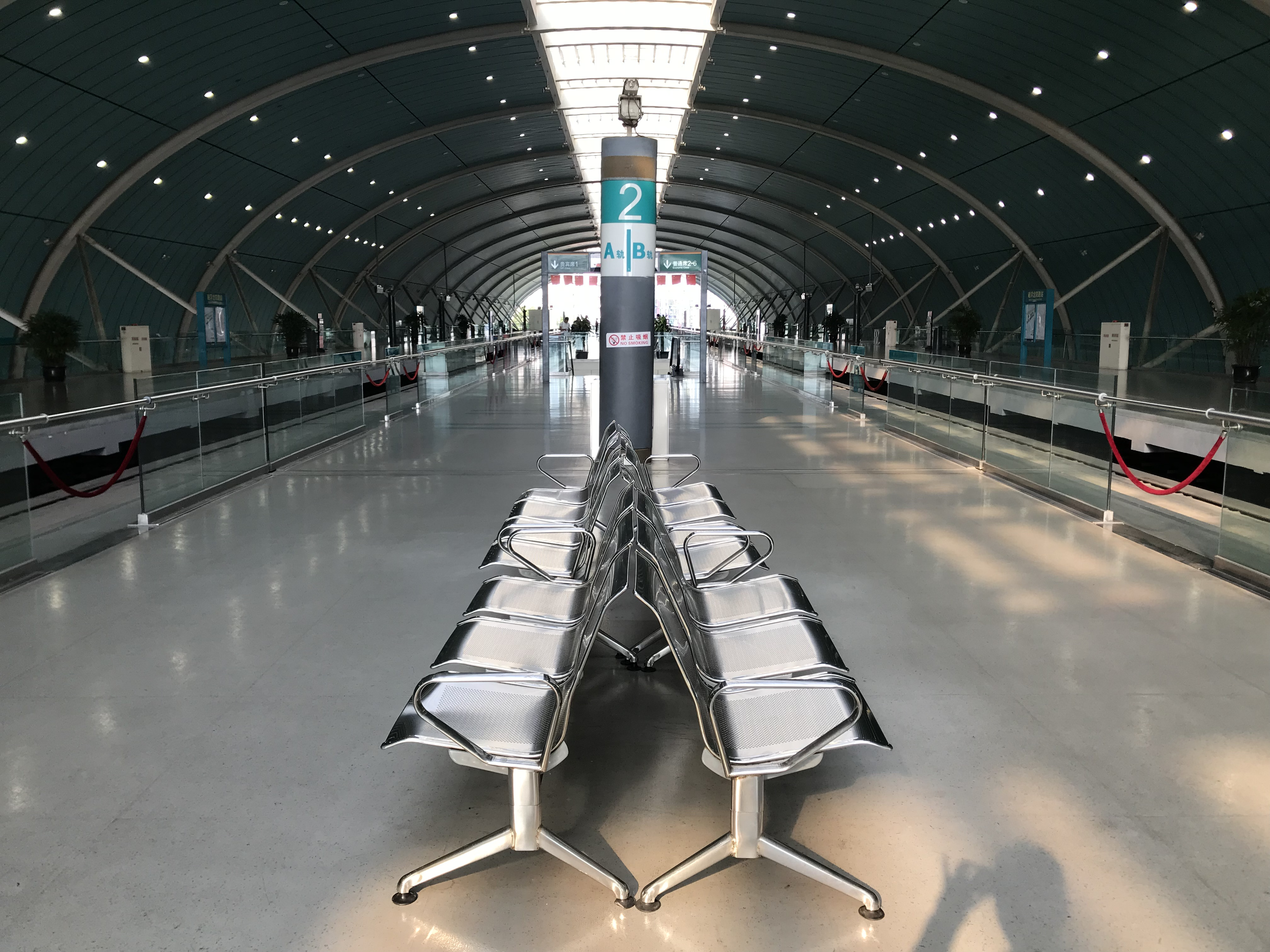
磁浮线站台

### 换乘

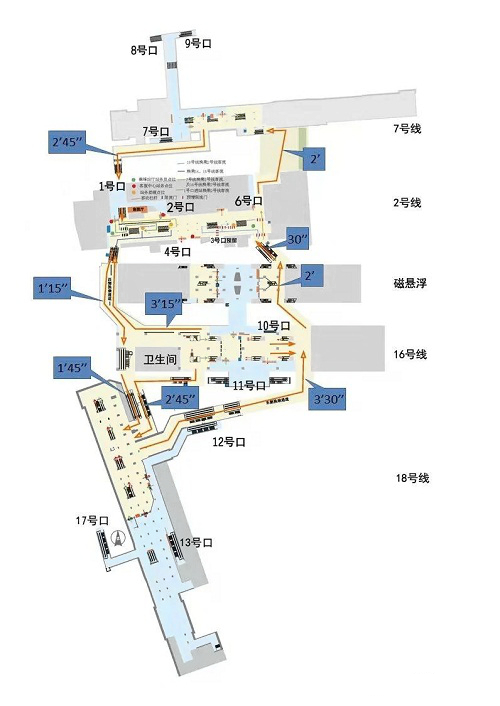
龙阳路站换乘路线平面示意图

本站7号线、2号线、磁浮线、16号线、18号线依次布置，所有换乘通道均为单向，形成逆时针客流。
从最南端的18号线站厅中部东侧的换乘通道可到达16号线站厅，用时约3分半。从16号线站厅穿过磁浮站厅可到达2号线站厅，用时约2分半。从2号线站厅沿换乘通道可到7号线站厅东端，用时约2分钟。
从最北段的7号线龙阳路站站厅西段换乘通道可换乘至2号线，用时约2分45秒。乘客可穿过2号线站厅，沿西侧换乘通道到达16号线站厅西端，用时约1分多。此时可左转以换乘16号线前往相应站台，用时约3分半，或继续直行换乘18号线，用时约1分45秒。。
2号线、7号线与16号线换乘通道内设有《印象地铁》艺术作品，选取上海地铁开通20多年来的660张历史照片。照片墙长27米、高3.4米，形成强大的视觉冲击力。

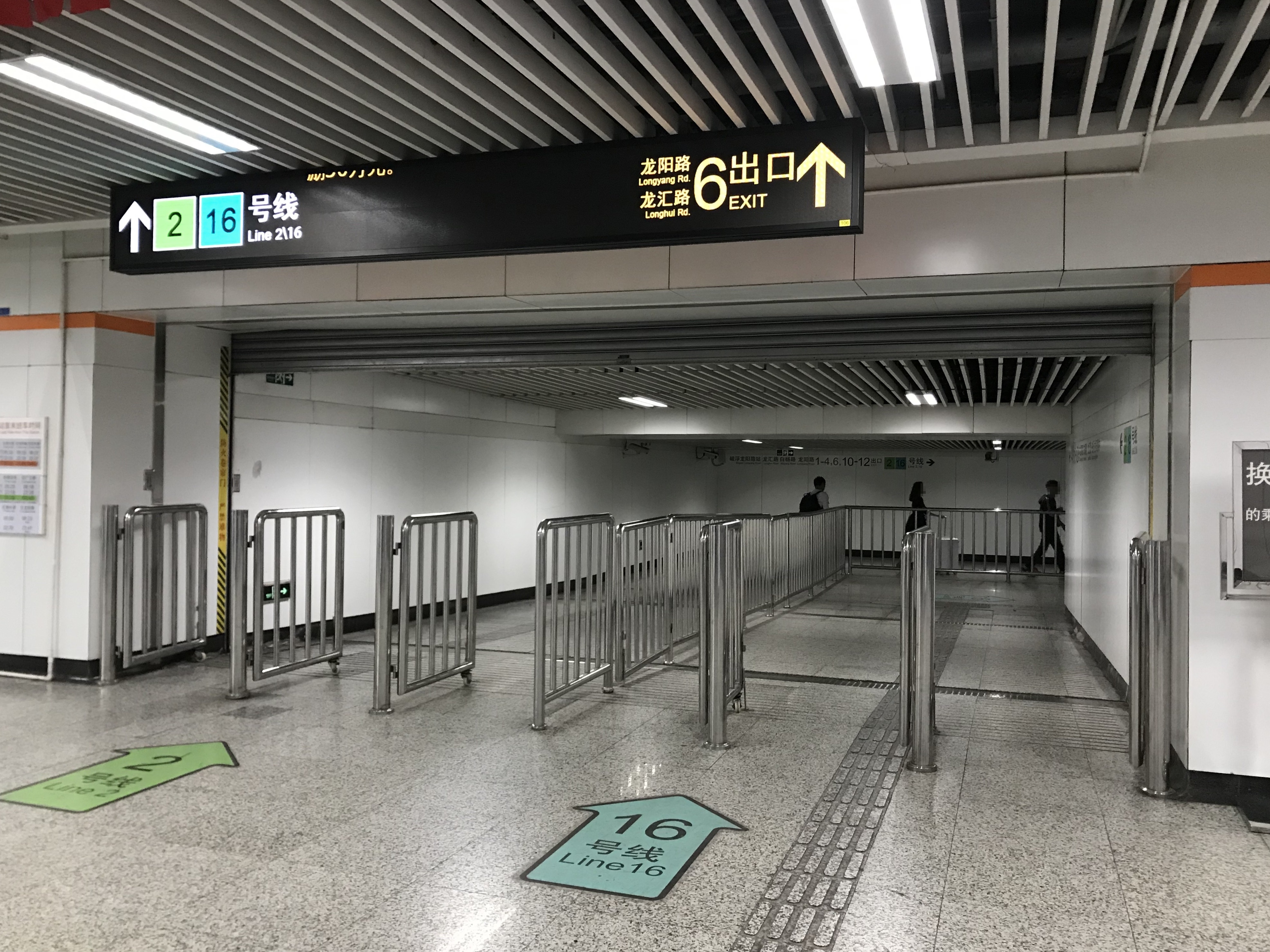
2号线站厅和7号线站厅之间换乘通道
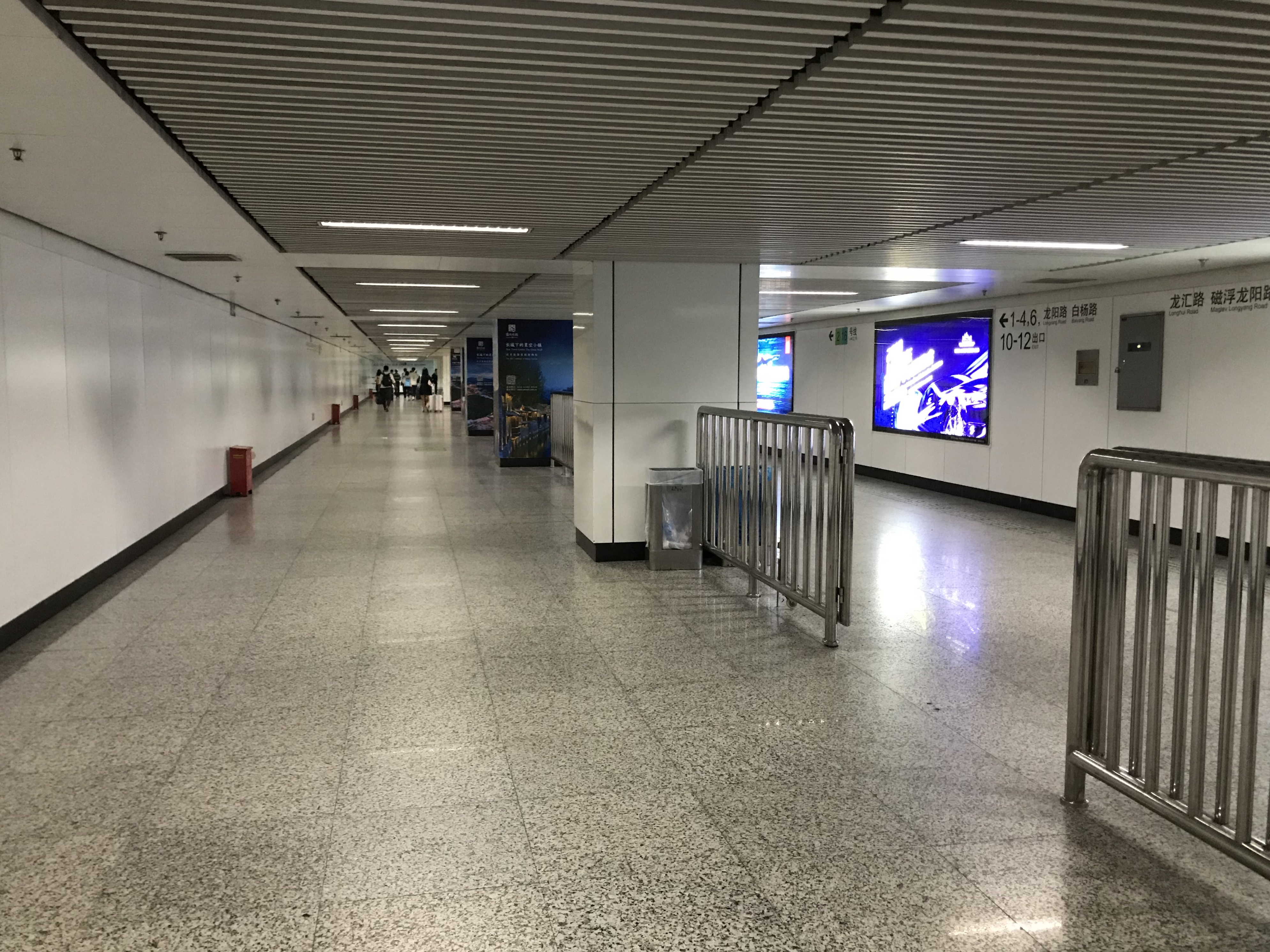
2号线站厅和7号线站厅之间换乘通道
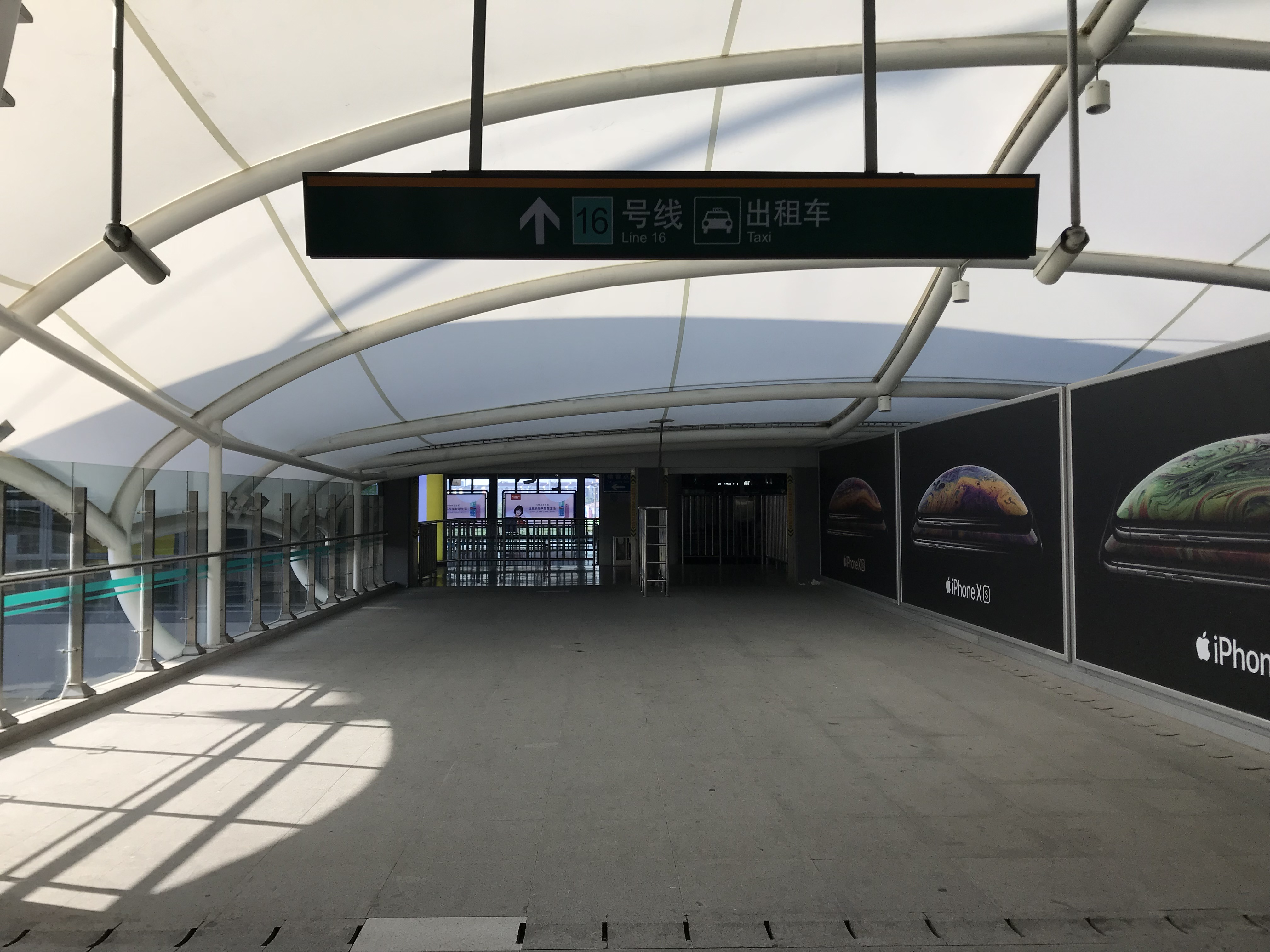
磁浮站厅和16号线站厅之间的出站换乘通道
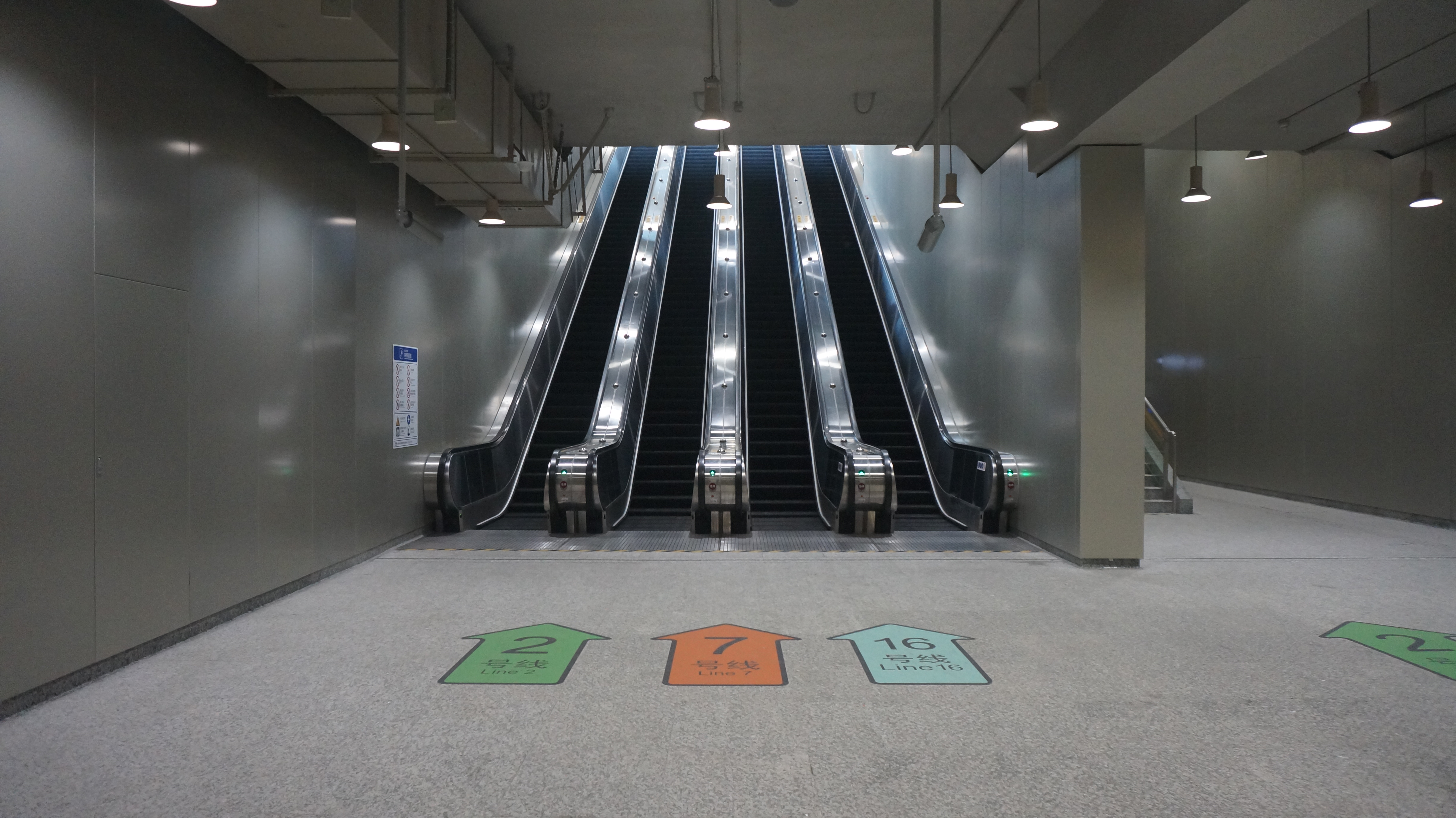
18号线与16号线换乘通道中的一组并排单向向上的扶梯
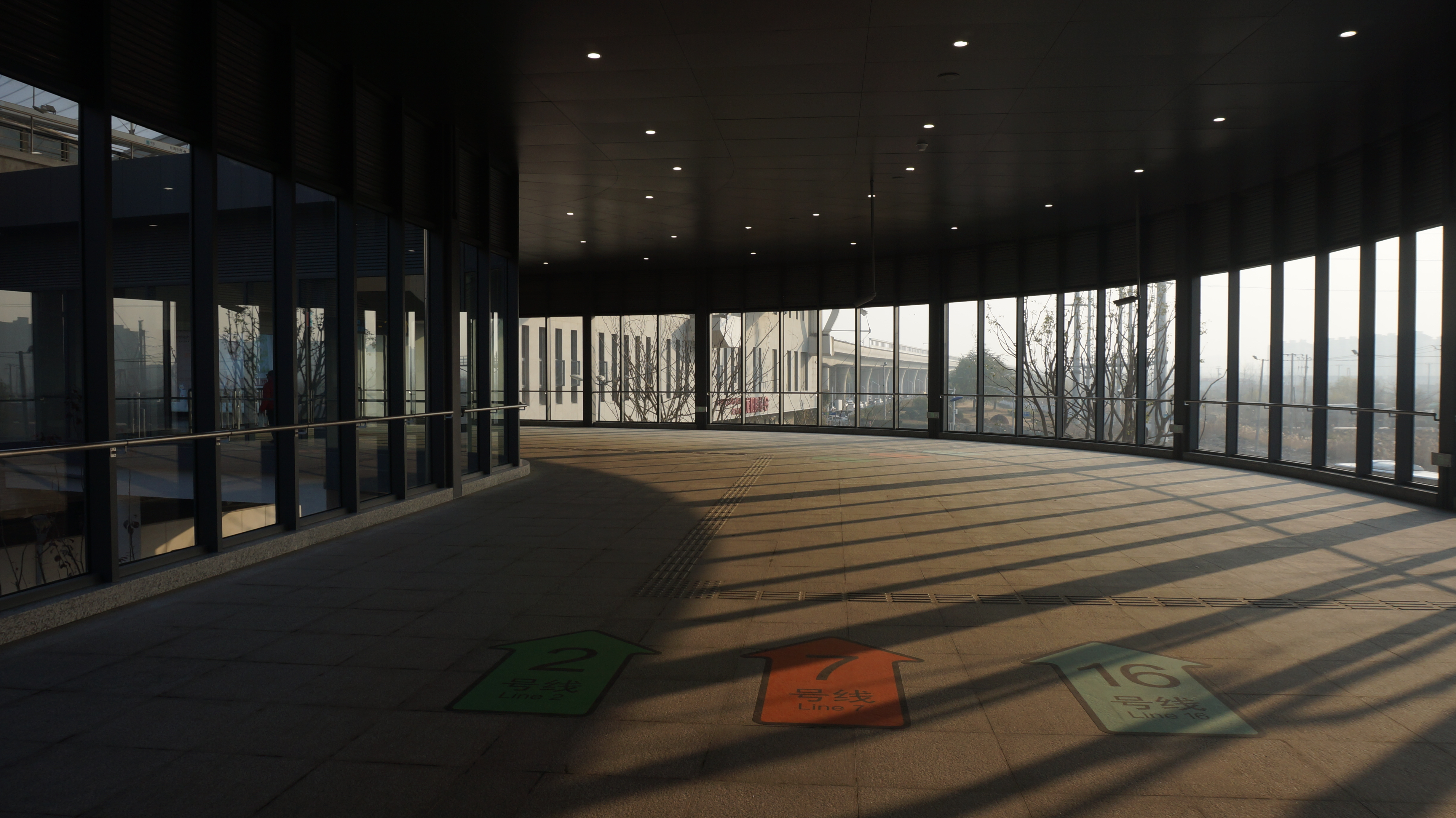
18号线往16号线的位于高架部分的换乘通道，沿着箭头即可到达16号线站厅
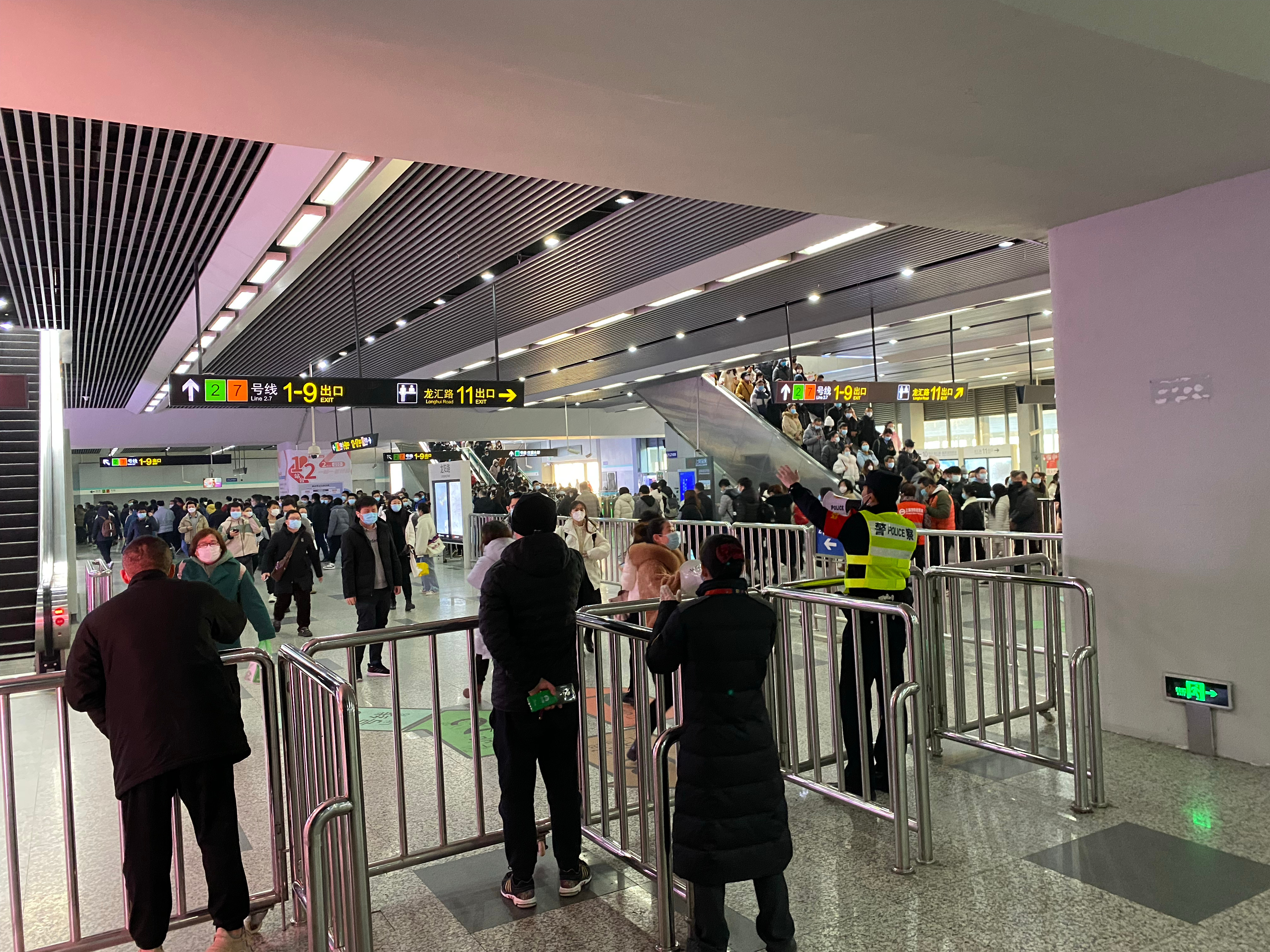
2021年12月30日，本站18号线开始运营而16号线站厅换乘路径变更时相关工作人员与志愿者引导的场景

## 车站出口
龙阳路站目前共设有16个出入口，其中2-4、6号出入口连通2号线站厅，3、4、6号口均为单向出入口，同时有未编号单向出口连通龙阳广场，7-9号出入口连通7号线站厅，10-11出入口连通16号线站厅，10号口仅设单向出站扶梯，12-13、17出入口连通18号线站厅。原磁悬浮线使用独立的出口编号，2023年出口编号得到统一，磁浮线原1-4号口重新编号为18-21号口。各出入口如下所示：
| 出口编号                              | 出口指示                   | 照片           |
| 连通 2号线站厅                        | 连通 2号线站厅             | 连通 2号线站厅 |
| ------------------------------------- | -------------------------- | -------------- |
| 2 · 出口 · （设有）                   | 龙阳路，白杨路             |                |
| 3 · 出口 · （设有无障碍通道）         | 磁浮龙阳路站（仅供出站）   |                |
| 4 · 出口 · （设有无障碍通道）         | 磁浮龙阳路站（仅供进站）   |                |
| [ 註 1 ]                              | 龙阳路，龙汇路（仅供出站） |                |
| 连通 7号线站厅                        |                            |                |
| 7 · 出口                              | 龙阳路，白杨路             |                |
| 8 · 出口                              | 龙阳路，白杨路             |                |
| 9 · 出口                              | 龙阳路                     |                |
| 连通 16号线站厅                       |                            |                |
| 10 · 出口                             | 龙汇路                     |                |
| 11 · 出口 · （设有）                  | 龙汇路                     |                |
| 连通 18号线站厅                       |                            |                |
| 12 · 出口                             | 龙汇路                     |                |
| 13 · 出口                             | 白杨路                     |                |
| 17 · 出口 · （设有）                  | 白杨路，龙汇路             |                |
| 连通 磁浮线站厅                       |                            |                |
| 18 · 出口                             | 无名道路（近2号线4号口）   |                |
| 19 · 出口                             | 无名道路（近2号线4号口）   |                |
| 20 · 出口                             | 无名道路（近16号线10号口） |                |
| 21 · 出口 · （设有）                  | 无名道路（近16号线10号口） |                |
| 图例： 设有 \| 设有 \| 设有无障碍通道 |                            |                |

1. ↑  该升降梯位于7号线原6号口旁。在2014年2号线往7号线换乘通道建设之后，该升降梯在7号线站厅中的位置被划为付费区，同时因为7号线原6号口与2号线原2号口的关闭改建，该升降梯现不从属于任何出入口。目前该升降梯连接7号线站厅西侧付费区与地面靠近2号线6号口处。

因龙阳路站未经一体化设计，在车站历次改建过程中，车站出入口位置及编号曾因车站结构变化经历数次变更，以下列出车站过去曾经使用的出入口位置及编号：
| 出口              | 位置                                 | 备注 | 照片             |
| 曾连通 2号线站厅  | 曾连通 2号线站厅                     | 曾连通 2号线站厅 | 曾连通 2号线站厅 |
| ----------------- | ------------------------------------ | --- | ---------------- |
| 1号口             | 2号线站厅北侧西部，现时2号口入口位置 | 随2号线启用，后部分空间被7号线往2号线换乘通道占用而封闭，2021年6月18日该口重新启用，仅供进站使用，2023年5月20日，该口永久关闭，现改造为2号口地面票务服务中心 |                  |
| 旧2号口           | 2号线站厅北侧东部，现时6号口位置     | 随2号线启用，现改造为2号线往7号线换乘通道及6号口 |                  |
| 旧3号口           | 2号线站体南侧东部                    | 随2号线启用，曾仅供进站使用，2021年6月18日永久关闭，现改造为16号线往2号线换乘通道                                                                            |                  |
| 旧4号口           | 2号线站体南侧中部                    | 随2号线启用，仅供出站使用，现改造为3号出口 |                  |
| 5号口             | 2号线站厅南侧西部                    | 随2号线启用，现改造为2号线往16号线换乘通道 |                  |
| 曾连通 7号线站厅  |                                      | |                  |
| 旧6号口           | 7号线站体南侧东部                    | 随7号线启用，现改造为2号线往7号线换乘通道 |                  |
| 曾连通 16号线站厅 |                                      | |                  |
| 旧11号口          | 16号线站体南侧东部                   | 随16号线启用，现改造为18号线往16号线换乘通道 |                  |
| 旧12号口          | 16号线站体南侧西部                   | 随16号线启用，现改造为16号线往18号线换乘通道 |                  |
| 曾连通 磁浮线站厅 |                                      | |                  |
| 旧南侧天桥        | 磁浮线站体南侧中部                   | 随磁浮线启用，连接站体南无名道路南侧，16号线建成后成为16号线往2号线换乘通道一部分，18号线开通后成为16号线与磁浮线换乘通道暨10号出入口                        |                  |
| 未编号出口        | 磁浮线站体南侧西部                   | 随磁浮线旧南侧天桥改建为换乘通道而建设，仅供出站使用，18号线开通后换乘通道不再穿行磁浮站中部，该出口弃用                                                     |                  |

## 事故
2021年4月26日上午11点05分左右，2号线龙阳路站有一名乘客翻越站台安全门进入线路，工作人员立即启动站台紧急停车装置并同步报告，车站站长、民警快速至现场处置并及时拨打120、119将该名乘客及时送医。经120急救人员确认，该名翻越站台人员已死亡。中午12点整，上海地铁表示2号线人员进入线路已处理完毕，全线运营恢复正常。